# Thymelaea conradiae
Thymelaea conradiae är en tibastväxtart som beskrevs av A. Aboucaya, F. Médail. Thymelaea conradiae ingår i släktet sparvörter, och familjen tibastväxter. Inga underarter finns listade i Catalogue of Life.